# 海利根瓦爾德湖
49°7′15.151″N 10°59′22.1334″E / 49.12087528°N 10.989481500°E
海利根瓦爾德湖（德語：Heiligenwaldsee），是德國的湖泊，位於該國東南部，由巴伐利亞州負責管轄，處於魏森堡-貢岑豪森縣，長0.8公里、寬0.2公里，面積0.14平方公里，海拔高度355米。